# Wutthipan Pantalee
Wutthipan Pantalee (tiếng Thái: วุฒิพันธ์ พันธะลี, sinh ngày 30 tháng 4 năm 1985) là một cầu thủ bóng đá từ Thái Lan. Hiện tại anh thi đấu cho Trat ở Thai League 2.